# Theater (Lied)
Theater ist ein deutscher Schlager, komponiert von Ralph Siegel und getextet von Bernd Meinunger. Er wurde von Katja Ebstein interpretiert und war der Beitrag der Bundesrepublik Deutschland zum Eurovision Song Contest 1980 in Den Haag. Er erreichte Platz 2 und wurde in der Folge zum Evergreen in Deutschland.

## Geschichte
Erneut wurde nach dem Erfolg von Dschinghis Khan ein von Meinunger und Siegel geschriebener Titel ausgewählt. Der klavierdominierte, langsame Song mit Einflüssen des klassischen Chansons handelt davon, wie darstellende Künstler, etwa Clowns oder Schauspieler, ihre wahren Gefühle verstecken müssen („wie es tief in ihnen aussieht, sieht man nicht…“).
Als zwölftes Lied an dem Abend des Wettbewerbs gespielt, erreichte es mit 128 Punkten den zweiten Platz von 19 Beiträgen. Das Lied erreichte Platz 11 in den deutschen Charts – wo es sich 15 Wochen halten konnte. Ralph Siegel spielte selbst das Klavier auf der Bühne. Er trug während des Auftritts weiße Handschuhe, auf denen je eine kleine Clownfigur saß. Vier weitere Clowns boten pantomimische Gesten dar. Es war Katja Ebsteins dritter und letzter Auftritt beim Eurovision Song Contest, nachdem sie bereits 1970 (Wunder gibt es immer wieder) und 1971 (Diese Welt) erfolgreich teilgenommen hatte.
Das Lied wurde von Ebstein bereits am 24. März 1980 bei disco sowie am 19. Mai 1980 in der ZDF-Hitparade gesungen. In der ZDF-Hitparade erreichte sie Platz zwei, worauf sie am 23. Juni 1980 erneut auftreten durfte. Dieses Mal erreichte sie Platz eins, daher trat sie am 28. Juli 1980 zum dritten und letzten Mal mit dem Stück auf – allerdings präsentierte sie es am 13. Mai 2000 außer Konkurrenz in einem Medley noch einmal in der Sendung. Sie nahm es auch in englischer („It’s Showtime“), französischer („Théâtre“) und italienischer Sprache auf („Teatro“).